# Подера

Геометрическое построение красных точек подеры, контраподеры и ортотомики точки P кривой C относительно полюса O

Поде́ра (фр. podaire, от др.-греч. πούς, род. пад. ποδός — нога, то есть стопа перпендикуляра; англ. pedal curve; pedal) кривой относительно точки — некоторая кривая, составленная из оснований перпендикуляров, опущенных из данной точки на касательные к данной кривой.
Устаревший термин подэ́ра, или подэ́рная крива́я.
В некоторых математических текстах вместо русского термина «подера» используется калька с английского «педаль».
Например, подера окружности относительно точки, лежащей не в центре окружности, — это улитка Паскаля.
Подера кривой есть инверсия полярного преобразования кривой, полюсы которых совпадают с полюсом подеры.
Впервые подера рассмотрена 30 июня 1718 года Колином Маклореном (англ. Colin Maclaurin), профессором математики из Абердина, в журнале Философские труды Королевского общества (англ. Philosophical Transactions of the Royal Society) в статье на латинском языке «III. Трактат о построении и измерении кривых, где большинство бесконечных серий кривых сводятся либо к прямым линиям, либо к более простым кривым. Автор Колин Маклорен, профессор математики в колледже Нового Абердина» (лат. III. Tractatus de Curvarum Constructione et Mensura; ubi plurimae Series Curvarum Infinitae vel rectis mensurantur vel ad Simpliciores Curvas reducuntur. Autore Colin Maclaurin, in Collegio novo Abredonensi Matheseos Professore).

## Определения

### Определения подеры и антиподеры на плоскости
Поде́ра, или (первая) позитивная подера, или подошвенная кривая (англ. pedal; pedal curve; first positive pedal), кривой — некоторая кривая, составленная из оснований перпендикуляров, опущенных из фиксированной точки, которая называется полюсом, или центром, или точкой подеры, на касательные к исходной кривой. Подера кривой порядка {\displaystyle n}, {\displaystyle n\geqslant 1}, имеет порядок {\displaystyle \leqslant 2n(n-1)}.
Устаревший термин подэ́ра, или подэ́рная крива́я.
В некоторых математических текстах вместо русского термина «подера» используется калька с английского «педаль».

Парабола — антиподера прямой

Антиподе́ра, или (первая) негативная подера (англ. first negative pedal), кривой относительно точки — кривая, подера которой относительно той же точки есть исходная кривая. Другими словами, антиподера — огибающая кривая перпендикуляров, проведённых через точки исходной кривой к прямым, соединяющим точки исходной кривой с фиксированной точкой — полюсом.
Например, парабола есть антиподера прямой, если полюс антиподеры совпадает с фокусом параболы, как показано на рисунке справа.
Построение антиподеры исходя из уже построенной её подеры называется построением с помощью подеры.
Например, всегда получится коническое сечение, если осуществить построение с помощью подеры из окружности или прямой.
Поде́ры степене́й вы́ше пе́рвой обеих разновидностей определяются как подеры подер предыдущей степени с одним и тем же полюсом.

Подеры кубики Чирнгауза и антиподеры секстики Кэли шести степеней
Парабола — 1-я подера кубики Чирнгауза — 6-я антиподера секстики Кэли[англ.]
Прямая — 2-я подера кубики Чирнгауза, парабола — 5-я антиподера секстики Кэли
Точка — 3-я подера кубики Чирнгауза, прямая  — 4-я антиподера секстики Кэли
Окружность — 4-я подера кубики Чирнгауза, точка — 3-я антиподера секстики Кэли
Кардиоида — 5-я подера кубики Чирнгауза, окружность — 2-я антиподера секстики Кэли
Секстика Кэли — 6-я подера кубики Чирнгауза, кардиоида — 1-я антиподера секстики Кэли

### Определение подеры через инверсию и полярное преобразование
Имеет место схема преобразований кривых для подеры, инверсии и полярного преобразования кривой, показанная на рисунке справа, из которой вытекает следующее утверждение:
- подера кривой есть инверсия полярного преобразования кривой, окружности преобразования которых совпадают, а полюсы совпадают с полюсом подеры.

### Другие связанные определения
Поде́рное преобразова́ние — преобразование плоскости, отображающее точки каждой кривой в соответствующие точки её подеры. Это преобразование неточечное, то есть оно не сохраняет точки, прямые и окружности. Подерное преобразование есть касательное преобразование (преобразование Ли).
Поде́рная систе́ма координа́т — система координат, основанная на подерном преобразовании и состоящие из двух величин: расстояний от полюса до точки кривой и до соответствующей точки её подеры.
Поде́ра пове́рхности, или подерная поверхность — некоторая поверхность, составленная из оснований перпендикуляров, опущенных из постоянной точки на касательные плоскости данной поверхности.
Подо́ида, или втори́чная ка́устика (англ. orthotomic; orthotomic curve; secondary caustic), кривой относительно данного полюса — кривая, получающаяся из подеры растяжением в два раза относительно полюса. Другими словами, подоида — некоторая кривая, составленная из точек, симметричных полюсу относительно касательных данной кривой. Эволюта ортотомики есть каустика.
В некоторых математических текстах вместо русского термина «подоида» используется калька с английского «ортото́мика».
Например, подоида конического сечения относительно его фокуса есть:
- окружность с центром в другом фокусе эллипса или гиперболы;
- директриса параболы.

Антиподо́ида кривой относительно полюса — кривая, подоида которой относительно полюса есть исходная кривая. Другими словами, антиподоида — огибающая кривая перпендикуляров, проведённых через середины отрезков, соединяющих точки исходной кривой с полюсом.
Контраподе́ра, или норма́льная поде́ра, или норма́льная поде́рная кри́вая (англ. contrapedal; normal pedal; normal pedal curve), кривой относительно полюса — подера эволюты этой кривой относительно того же полюса. Другими словами, котраподера — некоторая кривая, составленная из оснований перпендикуляров, опущенных из полюса на нормали данной кривой. Соответственно, подера кривой относительно полюса — это контраподера эвольвенты этой кривой относительно того же полюса

## Уравнения подеры

### Параметрические уравнения подеры

#### Параметрические уравнения подеры на вещественной плоскости
В общем случае, для параметрически заданной кривой {\displaystyle \mathbf {z} (t)=(x(t),\;y(t))}, имеющей производную {\displaystyle \mathbf {z} '(t)=(x'(t),\;y'(t))}, подера
{\displaystyle \operatorname {pedal} [\mathbf {z} ,\;\mathbf {z} _{0}](t)=\mathbf {Z} (t)=(X(t),\;Y(t))}
относительно точки {\displaystyle \mathbf {z} _{0}=(x_{0},\;y_{0})} задаётся следующими уравнениями:
{\displaystyle X={\frac {x_{0}x'^{2}+xy'^{2}+(y_{0}-y)x'y'}{x'^{2}+y'^{2}}}=}
{\displaystyle =x-x'{\frac {(x-x_{0})x'+(y-y_{0})y'}{x'^{2}+y'^{2}}},}
{\displaystyle Y={\frac {y_{0}y'^{2}+yx'^{2}+(x_{0}-x)x'y'}{x'^{2}+y'^{2}}}=}
{\displaystyle =y-y'{\frac {(x-x_{0})x'+(y-y_{0})y'}{x'^{2}+y'^{2}}}.}
Эти основные уравнения можно принять за определение подеры.
Параметрическое уравнение касательной прямой {\displaystyle (X(t),\;Y(t))} параметрически заданной кривой {\displaystyle (x(t),\;y(t))}, имеющей производную {\displaystyle (x'(t),\;y'(t))}, в точке {\displaystyle (x,\;y)}, имеет вид
{\displaystyle Y-y={\frac {y'}{x'}}(X-x).}
Параметрическое уравнение прямой {\displaystyle (X(t),\;Y(t)),} перпендикулярной касательной и параллельной нормали к параметрически заданной кривой {\displaystyle (x(t),\;y(t))}, имеющей производную {\displaystyle (x'(t),\;y'(t))}, в точке {\displaystyle (x,\;y)}, имеет вид
{\displaystyle Y-y=-{\frac {x'}{y'}}(X-x).}
Если эта перпендикулярная прямая проходит через точку {\displaystyle (x_{0},\;y_{0})}, то она имеет вид
{\displaystyle Y-y_{0}=-{\frac {x'}{y'}}(X-x_{0}).}
Чтобы найти точку пересечения касательной прямой и прямой, перпендикулярной к ней и проходящей через точку {\displaystyle (x_{0},\;y_{0})}, нужно решить систему уравнений
{\displaystyle Y-y={\frac {y'}{x'}}(X-x),}
{\displaystyle Y-y_{0}=-{\frac {x'}{y'}}(X-x_{0}).}
Вычтем из левой и правой частей первого равнения соответственно левую и правую части второго:
{\displaystyle y_{0}-y={\frac {y'}{x'}}(X-x)+{\frac {x'}{y'}}(X-x_{0}),}
{\displaystyle y_{0}-y+{\frac {y'}{x'}}x+{\frac {x'}{y'}}x_{0}={\frac {y'}{x'}}X+{\frac {x'}{y'}}X,}
{\displaystyle {\frac {y'^{2}+x'^{2}}{x'y'}}X={\frac {x'}{y'}}x_{0}+{\frac {y'}{x'}}x+y_{0}-y,}
{\displaystyle X={\frac {x_{0}x'^{2}+xy'^{2}+(y_{0}-y)x'y'}{x'^{2}+y'^{2}}}.}
Подставим полученное выражение для {\displaystyle X} в первое уравнение системы уравнений: 
{\displaystyle Y-y={\frac {y'}{x'}}\left(x-x'{\frac {(x-x_{0})x'+(y-y_{0})y'}{x'^{2}+y'^{2}}}-x\right),}
{\displaystyle Y=y-y'{\frac {(x-x_{0})x'+(y-y_{0})y'}{x'^{2}+y'^{2}}}.}
Иногда основные уравнения записывают в более сложном виде:
{\displaystyle X={\frac {x_{0}x'^{2}+xy'^{2}+(y_{0}-y)x'y'}{x'^{2}+y'^{2}}}=}
{\displaystyle =x_{0}+y'{\frac {(x-x_{0})y'-(y-y_{0})x'}{x'^{2}+y'^{2}}},}
{\displaystyle Y={\frac {y_{0}y'^{2}+yx'^{2}+(x_{0}-x)x'y'}{x'^{2}+y'^{2}}}=}
{\displaystyle =y_{0}-x'{\frac {(x-x_{0})y'-(y-y_{0})x'}{x'^{2}+y'^{2}}}.}
В частном случае, относительно полюса {\displaystyle \mathbf {z} _{0}=(0,\;0)} в начале координат, основные уравнения будут такими:
{\displaystyle X={\frac {(xy'-yx')y'}{x'^{2}+y'^{2}}}=x-x'{\frac {xx'+yy'}{x'^{2}+y'^{2}}}=y'{\frac {xy'-yx'}{x'^{2}+y'^{2}}},}
{\displaystyle Y={\frac {(yx'-xy')x'}{x'^{2}+y'^{2}}}=y-y'{\frac {xx'+yy'}{x'^{2}+y'^{2}}}=x'{\frac {xy'-yx'}{x'^{2}+y'^{2}}}.}

#### Параметрические уравнения подеры в двумерном векторном пространстве
В векторном виде основное уравнение будет проще:
{\displaystyle \operatorname {pedal} [\mathbf {z} ,\;\mathbf {z} _{0}](t)=\mathbf {Z} (t)=\mathbf {z} (t)-\mathbf {z} '(t){\frac {(\mathbf {z} (t)-\mathbf {z} _{0})\mathbf {z} '(t)}{|\mathbf {z} '(t)|^{2}}},}
или в более сложном виде:
{\displaystyle \operatorname {pedal} [\mathbf {z} ,\;\mathbf {z} _{0}](t)=\mathbf {Z} (t)=\mathbf {z} _{0}+\mathbf {z} '_{\bot }(t){\frac {(\mathbf {z} (t)-\mathbf {z} _{0})\mathbf {z} '_{\bot }(t)}{|\mathbf {z} '(t)|^{2}}},}
где {\displaystyle \mathbf {z} '_{\bot }(t)=\pm (y'(t),\;-x'(t))} — вектор нормали, перпендикулярный касательной.
Относительно полюса {\displaystyle \mathbf {z} _{0}=(0,\;i0)}:
{\displaystyle \operatorname {pedal} [\mathbf {z} ,\;\mathbf {z} _{0}](t)=\mathbf {Z} (t)=\mathbf {z} (t)-\mathbf {z} '(t){\frac {\mathbf {z} (t)\mathbf {z} '(t)}{|\mathbf {z} '(t)|^{2}}}.}
или в более сложном виде:
{\displaystyle \operatorname {pedal} [\mathbf {z} ,\;\mathbf {z} _{0}](t)=\mathbf {Z} (t)=\mathbf {z} '_{\bot }(t){\frac {\mathbf {z} (t)\mathbf {z} '_{\bot }(t)}{|\mathbf {z} '(t)|^{2}}}.}

#### Параметрические уравнения подеры на комплексной плоскости
В комплексных числах для параметрически заданной кривой {\displaystyle z(t)=(x(t),\;iy(t))}, имеющей производную {\displaystyle z'(t)=(x'(t),\;iy'(t))}, основное уравнение подеры
{\displaystyle \operatorname {pedal} [z,\;z_{0}](t)=Z(t)=(X(t),\;iY(t))}
относительно точки {\displaystyle z_{0}=(x_{0},\;iy_{0})} будут ещё проще:
{\displaystyle \operatorname {pedal} [z,\;z_{0}](t)=Z(t)={\frac {(z(t)-z_{0}){\overline {z'(t)}}-{\overline {z(t)-z_{0}}}z'(t)}{2{\overline {z'(t)}}}}=}
{\displaystyle {}={\frac {1}{2}}\left(z(t)-z_{0}-{\frac {{\overline {z(t)-z_{0}}}z'(t)}{\overline {z'(t)}}}\right).}
В частном случае, относительно полюса {\displaystyle \mathbf {z} _{0}=(0,\;i0)}, основное уравнение будет таким:
{\displaystyle \operatorname {pedal} [z,\;0](t)=Z(t)={\frac {z(t){\overline {z'(t)}}-{\overline {z(t)}}z'(t)}{2{\overline {z'(t)}}}}=}
{\displaystyle {}={\frac {1}{2}}\left(z(t)-{\frac {{\overline {z(t)}}z'(t)}{\overline {z'(t)}}}\right).}
Найдём основное уравнение подеры кривой относительно полюса в начале координат {\displaystyle O=(x_{0},\;iy_{0})}, показанном на рисунке справа вместе с вещественной осью {\displaystyle x}. Текущая точка кривой — {\displaystyle z}, подеры — {\displaystyle Z}.
Из треугольника {\displaystyle \triangle OzZ} получаем модуль функции {\displaystyle Z}:
{\displaystyle |Z|=|z|\sin(\alpha -\varphi ).}
Так как радиус-вектор {\displaystyle Z} составляет с вещественной осью {\displaystyle x} угол {\displaystyle -\left({\frac {\pi }{2}}-\alpha \right)}, то аргумент комплексной функции {\displaystyle Z} равен
{\displaystyle \operatorname {Arg} Z=e^{-i\left({\frac {\pi }{2}}-\alpha \right)}=\sin \alpha -i\cos \alpha =-ie^{i\alpha }.}
Тогда искомое уравнение
{\displaystyle Z=|Z|\operatorname {Arg} Z=-|z|\sin(\alpha -\varphi )ie^{i\alpha }=}
{\displaystyle {}=-|z|{\frac {\operatorname {Arg} z}{\operatorname {Arg} z}}\sin(\alpha -\varphi )ie^{i\alpha }=-i|z|{\frac {e^{i\varphi }}{e^{i\varphi }}}\sin(\alpha -\varphi )e^{i\alpha }=}
{\displaystyle {}=-iz\sin(\alpha -\varphi )e^{i(\alpha -\varphi )}.}
Заменим комплексную функцию синуса, используя формулу Эйлера:
{\displaystyle Z=-iz{\frac {e^{i(\alpha -\varphi )}-e^{-i(\alpha -\varphi )}}{2i}}e^{i(\alpha -\varphi )}=z{\frac {1-e^{i2(\alpha -\varphi )}}{2}}.}
Снова используем одну из показательных форм комплексного числа
{\displaystyle e^{i\alpha }={\sqrt {\frac {z'}{\overline {z'}}}}} и {\displaystyle e^{i\varphi }={\sqrt {\frac {z}{\bar {z}}}},}
окончательно получим:
{\displaystyle Z=z{\frac {1-{\displaystyle {\frac {z'}{\overline {z'}}}{\frac {\bar {z}}{z}}}}{2}}={\frac {{\overline {z'}}z-z'{\bar {z}}}{2{\overline {z'}}}}.}

#### Параметрические уравнения подеры в вещественном пространстве
Для параметрически заданной пространственной кривой {\displaystyle (x(t),\;y(t),\;z(t))}, имеющей производную {\displaystyle (x'(t),\;y'(t),\;z'(t))}, подера {\displaystyle (X(t),\;Y(t),\;Z(t))} относительно точки {\displaystyle (0,\;0,\;0)} задаётся следующими уравнениями:
{\displaystyle X=x-x'{\frac {xx'+yy'+zz'}{x'^{2}+y'^{2}+z'^{2}}},}
{\displaystyle Y=y-y'{\frac {xx'+yy'+zz'}{x'^{2}+y'^{2}+z'^{2}}},}
{\displaystyle Z=z-z'{\frac {xx'+yy'+zz'}{x'^{2}+y'^{2}+z'^{2}}}.}

### Прямоугольная система координат
Для кривой с неявным уравнением {\displaystyle F(x,\;y)=0}, имеющей частные производные {\displaystyle F_{x}(x,\;y)} и {\displaystyle F_{y}(x,\;y),} подера {\displaystyle (X,\;Y)} относительно точки {\displaystyle (a,\;b)} задаётся следующими параметрическими уравнениями:
{\displaystyle X={\frac {xF_{x}^{2}+(y-b)F_{x}F_{y}+aF_{y}^{2}}{F_{x}^{2}+F_{y}^{2}}}=a+F_{x}{\frac {(x-a)F_{x}+(y-b)F_{y}}{F_{x}^{2}+F_{y}^{2}}},}
{\displaystyle Y={\frac {bF_{x}^{2}+(x-a)F_{x}F_{y}+yF_{y}^{2}}{F_{x}^{2}+F_{y}^{2}}}=b+F_{y}{\frac {(x-a)F_{x}+(y-b)F_{y}}{F_{x}^{2}+F_{y}^{2}}}.}
Для поверхности с неявным уравнением {\displaystyle F(x,\;y,\;z)=0}, имеющей частные производные {\displaystyle F_{x}(x,\;y,\;z)}, {\displaystyle F_{y}(x,\;y,\;z)} и {\displaystyle F_{z}(x,\;y,\;z)}, подера {\displaystyle (X,\;Y,\;Z)} относительно точки {\displaystyle (0,\;0,\;0)} задаётся следующими параметрическими уравнениями:
{\displaystyle X=F_{x}{\frac {xF_{x}+yF_{y}+zF_{z}}{F_{x}^{2}+F_{y}^{2}+F_{z}^{2}}},}
{\displaystyle Y=F_{y}{\frac {xF_{x}+yF_{y}+zF_{z}}{F_{x}^{2}+F_{y}^{2}+F_{z}^{2}}},}
{\displaystyle Z=F_{z}{\frac {xF_{x}+yF_{y}+zF_{z}}{F_{x}^{2}+F_{y}^{2}+F_{z}^{2}}}.}

### Подерная система координат
Самое простое уравнение подеры получается в подерной системе координат. Для кривой, имеющей подерное уравнение
{\displaystyle r=\pi (p),} или {\displaystyle f(r,\;p)=0,}
относительно некоторого полюса, подерное уравнение её подеры
{\displaystyle R^{2}=P\pi (R),} или {\displaystyle f\left({\frac {R^{2}}{P}},\;R\right)=0,}
относительно того же полюса
В соответствии с утверждения о пропорциональности подерных координат, радиальное {\displaystyle r} и перпендикулярное {\displaystyle p} расстояния исходной кривой относительно некоторого полюса пропорциональны соответствующим расстояниям её подеры относительно того же полюса:
{\displaystyle {\frac {R}{r}}={\frac {P}{p}},} или {\displaystyle Rp=rP,R=p.}
Отсюда получаем:
{\displaystyle R^{2}=rP,} {\displaystyle R^{2}=P\pi (p),} {\displaystyle R^{2}=P\pi (R),}
или
{\displaystyle r=\pi (p),} {\displaystyle {\frac {R^{2}}{P}}=\pi (R),} {\displaystyle R^{2}=P\pi (R),}
или
{\displaystyle f(r,\;p)=0,} {\displaystyle f\left({\frac {R^{2}}{P}},\;R\right)=0.}

## Примеры подеры

### Подера окружности
Подера окружности с полюсом в центре есть та же самая окружность. Подера окружности с полюсом вне центра есть улитка Паскаля, в частности, если полюс подеры лежит на самой окружности, то подера — кардиоида.

Подеры окружности
Гиперболическая улитка Паскаля — полюс подеры вне окружности
Кардиоида — полюс подеры на окружности
Эллиптическая улитка Паскаля — полюс подеры внутри окружности, но не в её центре

Найдём уравнение подеры окружности. Уравнение окружности в комплексном параметрическом виде
{\displaystyle z=z_{0}+Re^{it},}
где {\displaystyle z_{0}} — постоянный комплексный центр окружности; {\displaystyle R} — постоянный вещественный радиус окружности; {\displaystyle t} — вещественный параметр. Получаем:
{\displaystyle z'=Rie^{it},}
{\displaystyle {\bar {z}}=z_{0}+Re^{-it},}
{\displaystyle {\bar {z}}'=-Rie^{-it},}
и уравнение подеры окружности с полюсом {\displaystyle z_{1}}, то есть улитки Паскаля:
{\displaystyle Z(t)={\frac {-(z_{0}-z_{1}+Re^{it})iRe^{-it}-({\overline {z_{0}-z_{1}}}+Re^{-it})iRe^{it}}{-i2Re^{-it}}}=}
{\displaystyle {}={\frac {1}{2}}(z_{0}-z_{1}+Re^{it}+({\overline {z_{0}-z_{1}}}+Re^{-it})e^{i2t})=}
{\displaystyle {}={\frac {1}{2}}(z_{0}-z_{1}+2Re^{it}+{\overline {z_{0}-z_{1}}}e^{i2t})=}
{\displaystyle {}={\frac {1}{2}}(Le^{i\varphi }+2Re^{it}+Le^{-i\varphi }e^{i2t}).}
Уравнение улитки Паскаля упростится, если прямая {\displaystyle z_{0}z_{1}} параллельна вещественной оси комплексной плоскости, то есть {\displaystyle \varphi =0} или {\displaystyle \varphi =\pi :}
{\displaystyle Z(t)={\frac {1}{2}}(\pm L+2Re^{it}\pm Le^{i2t}).}
Рассмотрим два частных случая подеры:
- если {\displaystyle z_{1}} и {\displaystyle z_{0}} совпадают, то есть {\displaystyle L=0,} подера окружности есть сама окружность с центром в начале координат — полюсе подеры:

{\displaystyle Z(t)=Re^{it};}
- если {\displaystyle z_{1}} лежит на окружности, то есть {\displaystyle L=R,} имеем уравнение кардиоиды с центром в каспе — полюсе подеры:

{\displaystyle Z(t)={\frac {R}{2}}(e^{i\varphi }+2e^{it}+e^{-i\varphi }e^{i2t});}
- если при этом прямая {\displaystyle z_{0}z_{1}} параллельна вещественной оси комплексной плоскости, то есть {\displaystyle \varphi =0} или {\displaystyle \varphi =\pi ,} то уравнение кардиоиды

{\displaystyle Z(t)={\frac {R}{2}}(\pm 1+2e^{it}\pm e^{i2t})=}
{\displaystyle {}={\frac {\pm R}{2}}(1\pm e^{it})^{2};}
- а если при этом окружность имеет радиус {\displaystyle R=1} и {\displaystyle z_{1}} слева от {\displaystyle z_{0}}, то самое простое уравнение кардиоиды

{\displaystyle {}={\frac {1}{2}}(1+e^{it})^{2}.}

### Подера параболы

Косая конхоида Слюза — подера параболы

Любая парабола имеет подеру — циркулярную кривую 3-го порядка на комплексной проективной плоскости.
Не умаляя общности, уравнение произвольной параболы можно записать в следующем виде:
{\displaystyle y^{2}=4px,} или {\displaystyle x^{2}=4py,}
где {\displaystyle p} — расстояние от фокуса параболы до её вершины и от вершины до директрисы.
Тогда подера произвольной параболы {\displaystyle y^{2}=4px} относительно произвольного полюса {\displaystyle (a,\;b)} есть дефективная гипербола с двойной точкой {\displaystyle (a,\;b)}, асимптотой {\displaystyle a-p} и следующим уравнением:
{\displaystyle (x-a)(y(y-b)+x(x-a))+p(y-b)^{2}=0.}

### Подера эллипса
Подера эллипса
- относительно его фокуса — окружность,
- относительно центра эллипса — лемниската Бута.

Подеры эллипса
Окружность {\displaystyle {\scriptstyle \left(x+{\frac {16}{3}}\right)^{2}+y^{2}=\left({\frac {32}{3}}\right)^{2}}} — полюс подеры в фокусе эллипса {\displaystyle {\scriptstyle \left({\frac {3}{32}}\right)^{2}\left(x+{\frac {16}{3}}\right)^{2}+{\frac {3}{16^{2}}}y^{2}=1}}
Лемниската Бута — полюс подеры в центре эллипса. Здесь a=2 b=1, уравнение 4x2+y2=(x2+y2)2